# Визья
Визья — река в России, протекает в Чердынском районе Пермского края. Устье реки находится в 367 км по правому берегу реки Колва. Длина реки составляет 18 км.
Исток реки на восточных склонах возвышенности Высокая Парма (предгорья Северного Урала). Визья течёт сначала на юг, затем на запад, огибая южную оконечность хребта Высокая Парма. Всё течение проходит по ненаселённой местности, среди холмов, покрытых лесом. Течение быстрое, бурное. Впадает в Колву чуть выше устья реки Няризь.

## Данные водного реестра
По данным государственного водного реестра России относится к Камскому бассейновому округу, водохозяйственный участок реки — Кама от водомерного поста у села Бондюг до города Березники, речной подбассейн реки — бассейны притоков Камы до впадения Белой. Речной бассейн реки — Кама.
Код объекта в государственном водном реестре — 10010100212111100005591.